# Ulisses Garcia
Ulisses Alexandre Garcia Lopes, meglio noto come Ulisses Garcia (Almada, 11 gennaio 1996), è un calciatore portoghese naturalizzato svizzero, difensore o centrocampista dell'Olympique Marsiglia e della nazionale svizzera.

## Biografia
Nato ad Almada, in Portogallo, da genitori capoverdiani, si trasferisce in giovane età in Svizzera.

## Caratteristiche tecniche
Nato come terzino sinistro, nel Werder Brema viene utilizzato anche come mezz'ala, ruolo in cui si è fatto valere anche per il tempismo nell'intervento.
Per le sue caratteristiche è stato più volte associato al tedesco Dennis Aogo.

## Carriera

### Club

#### Gli inizi, Grasshoppers
I primi calci ad un pallone li tira prima con la maglia dell'Onex poi con quella del Servette fino al 2011 quando si trasferisce al Grasshoppers. Dal 2012 al 2015 milita nell'Under 21 della squadra svizzera dove andrà a totalizzare 34 presenze nella 1ª Lega.
Il 18 maggio 2014 arriva l'esordio con la maglia della prima squadra in occasione della sconfitta esterna, per 3-1, contro il Sion. Tale presenza risulterà essere l'unica in questa stagione. Il 21 agosto 2014 disputa la sua prima partita in Europa League in occasione del play-off perso, per 1-2, contro i belgi del Club Bruges. Concluderà la seconda stagione con la maglia degli Hoppers con un bottino di 2 presenze.

#### Werder Brema e il prestito al Norimberga
Il 1º luglio 2016, per una cifra vicina ai 600.000 euro, viene acquistato dalla società tedesca del Werder Brema. L'esordio arriva l'8 agosto successivo in occasione del primo turno di Coppa di Germania vinto, per 0-2, contro il Kickers Würzburg. Sette giorni più tardi disputa anche la sua prima partita in Bundesliga in occasione della sconfitta casalinga, per 0-3, contro lo Schalke 04. Concluderà la sua prima stagione in Germania con un bottino di 13 presenze con la prima squadra e 4 presenze con la seconda.
Il 5 gennaio 2018 passa, a titolo temporaneo, al Norimberga. L'esordio arriva il 18 febbraio successivo in occasione della vittoria interna, per 3-1, contro il Duisburg. Conclude il prestito con 2 presenze.

#### Young Boys
Il 1º luglio 2018 viene acquistato dal Young Boys, per una cifra vicina al milione di euro, facendo così ritorno in patria dopo tre anni. L'esordio arriva il 12 agosto successivo in occasione della vittoria esterna 2-3 sul Lucerna.

#### Olympique Marsiglia
Il 16 gennaio 2024 viene ufficializzato il suo trasferimento all'Olympique Marsiglia per 3 milioni di euro, sottoscrivendo un contratto fino al 30 giugno 2026.

### Nazionale
Dopo avere rappresentato le selezioni giovanili svizzere, il 1º settembre 2021 esordisce in nazionale maggiore nel successo per 2-1 in amichevole contro la Grecia.

## Statistiche

### Presenze e reti nei club
Statistiche aggiornate al 10 maggio 2025.
| Stagione                   | Squadra                    | Campionato                 | Campionato | Campionato | Coppe nazionali | Coppe nazionali | Coppe nazionali | Coppe continentali | Coppe continentali | Coppe continentali | Altre coppe | Altre coppe | Altre coppe | Totale | Totale |
| Stagione                   | Squadra                    | Comp                       | Pres       | Reti       | Comp            | Pres            | Reti            | Comp               | Pres               | Reti               | Comp        | Pres        | Reti        | Pres   | Reti   |
| -------------------------- | -------------------------- | -------------------------- | ---------- | ---------- | --------------- | --------------- | --------------- | ------------------ | ------------------ | ------------------ | ----------- | ----------- | ----------- | ------ | ------ |
| 2012-2013                  | Grasshoppers U21           | 1L                         | 2          | 0          | -               | -               | -               | -                  | -                  | -                  | -           | -           | -           | 2      | 0      |
| 2013-2014                  | Grasshoppers U21           | 1L                         | 16         | 0          | -               | -               | -               | -                  | -                  | -                  | -           | -           | -           | 16     | 0      |
| 2014-2015                  | Grasshoppers U21           | 1L                         | 16         | 0          | -               | -               | -               | -                  | -                  | -                  | -           | -           | -           | 16     | 0      |
| Totale Grasshoppers U21    | Totale Grasshoppers U21    | Totale Grasshoppers U21    | 34         | 0          |                 | -               | -               |                    | -                  | -                  |             | -           | -           | 34     | 0      |
| 2013-2014                  | Grasshoppers               | SL                         | 1          | 0          | CS              | 0               | 0               | UCL+UEL            | 0                  | 0                  | -           | -           | -           | 1      | 0      |
| 2014-2015                  | Grasshoppers               | SL                         | 0          | 0          | CS              | 1               | 0               | UCL+UEL            | 0+1                | 0                  | -           | -           | -           | 2      | 0      |
| Totale Grasshoppers        | Totale Grasshoppers        | Totale Grasshoppers        | 1          | 0          |                 | 1               | 0               |                    | 1                  | 0                  |             | -           | -           | 3      | 0      |
| 2015-2016                  | Werder Brema II            | 3L                         | 4          | 0          | -               | -               | -               | -                  | -                  | -                  | -           | -           | -           | 4      | 0      |
| 2016-2017                  | Werder Brema II            | 3L                         | 3          | 1          | -               | -               | -               | -                  | -                  | -                  | -           | -           | -           | 3      | 1      |
| 2017-gen. 2018             | Werder Brema II            | 3L                         | 1          | 0          | -               | -               | -               | -                  | -                  | -                  | -           | -           | -           | 1      | 0      |
| Totale Werder Brema II     | Totale Werder Brema II     | Totale Werder Brema II     | 8          | 1          |                 | -               | -               |                    | -                  | -                  |             | -           | -           | 8      | 1      |
| 2015-2016                  | Werder Brema               | BL                         | 11         | 0          | CG              | 2               | 0               | -                  | -                  | -                  | -           | -           | -           | 13     | 0      |
| 2016-2017                  | Werder Brema               | BL                         | 7          | 0          | CG              | 0               | 0               | -                  | -                  | -                  | -           | -           | -           | 7      | 0      |
| 2017-gen. 2018             | Werder Brema               | BL                         | 1          | 0          | CG              | 2               | 0               | -                  | -                  | -                  | -           | -           | -           | 3      | 0      |
| Totale Werder Brema        | Totale Werder Brema        | Totale Werder Brema        | 19         | 0          |                 | 4               | 0               |                    | -                  | -                  |             | -           | -           | 23     | 0      |
| gen.-giu. 2018             | Norimberga                 | 2L                         | 2          | 0          | CG              | 0               | 0               | -                  | -                  | -                  | -           | -           | -           | 2      | 0      |
| 2018-2019                  | Young Boys II              | 1L                         | 1          | 0          | -               | -               | -               | -                  | -                  | -                  | -           | -           | -           | 1      | 0      |
| 2022-2023                  | Young Boys II              | 1Lp                        | 1          | 1          | -               | -               | -               | -                  | -                  | -                  | -           | -           | -           | 1      | 1      |
| 2023-gen. 2024             | Young Boys II              | 1Lp                        | 2          | 0          | -               | -               | -               | -                  | -                  | -                  | -           | -           | -           | 2      | 0      |
| Totale Young Boys II       | Totale Young Boys II       | Totale Young Boys II       | 4          | 1          |                 | -               | -               |                    | -                  | -                  |             | -           | -           | 4      | 1      |
| 2018-2019                  | Young Boys                 | SL                         | 23         | 3          | CS              | 4               | 1               | UCL                | 2                  | 0                  | -           | -           | -           | 29     | 4      |
| 2019-2020                  | Young Boys                 | SL                         | 26         | 1          | CS              | 6               | 0               | UCL+UEL            | 1+6                | 0                  | -           | -           | -           | 39     | 1      |
| 2020-2021                  | Young Boys                 | SL                         | 25         | 1          | CS              | 6               | 0               | UCL+UEL            | 1+7                | 0                  | -           | -           | -           | 33     | 1      |
| 2021-2022                  | Young Boys                 | SL                         | 27         | 2          | CS              | 1               | 0               | UCL                | 11                 | 2                  | -           | -           | -           | 39     | 4      |
| 2022-2023                  | Young Boys                 | SL                         | 27         | 1          | CS              | 4               | 0               | UCL                | 2                  | 0                  | -           | -           | -           | 33     | 1      |
| 2023-gen. 2024             | Young Boys                 | SL                         | 14         | 1          | CS              | 2               | 0               | UCL                | 6                  | 0                  | -           | -           | -           | 22     | 1      |
| Totale Young Boys          | Totale Young Boys          | Totale Young Boys          | 142        | 9          |                 | 23              | 1               |                    | 36                 | 2                  |             | -           | -           | 201    | 12     |
| gen.-giu. 2024             | Olympique Marsiglia        | L1                         | 13         | 0          | CF\|            | 1               | 0               | UCL+UEL            | 0                  | 0                  | -           | -           | -           | 14     | 0      |
| 2024-2025                  | Olympique Marsiglia        | L1                         | 20         | 2          | CF\|            | 2               | 0               | -                  | -                  | -                  | -           | -           | -           | 22     | 2      |
| Totale Olympique Marsiglia | Totale Olympique Marsiglia | Totale Olympique Marsiglia | 33         | 2          |                 | 3               | 0               |                    | -                  | -                  |             | -           | -           | 36     | 2      |
| Totale carriera            | Totale carriera            | Totale carriera            | 243        | 13         |                 | 31              | 1               |                    | 37                 | 2                  |             | -           | -           | 311    | 16     |

### Cronologia presenze e reti in nazionale
| Cronologia completa delle presenze e delle reti in nazionale ― Svizzera | Cronologia completa delle presenze e delle reti in nazionale ― Svizzera | Cronologia completa delle presenze e delle reti in nazionale ― Svizzera | Cronologia completa delle presenze e delle reti in nazionale ― Svizzera | Cronologia completa delle presenze e delle reti in nazionale ― Svizzera | Cronologia completa delle presenze e delle reti in nazionale ― Svizzera | Cronologia completa delle presenze e delle reti in nazionale ― Svizzera | Cronologia completa delle presenze e delle reti in nazionale ― Svizzera |
| Data                                                                    | Città                                                                   | In casa                                                                 | Risultato                                                               | Ospiti                                                                  | Competizione                                                            | Reti                                                                    | Note                                                                    |
| ----------------------------------------------------------------------- | ----------------------------------------------------------------------- | ----------------------------------------------------------------------- | ----------------------------------------------------------------------- | ----------------------------------------------------------------------- | ----------------------------------------------------------------------- | ----------------------------------------------------------------------- | ----------------------------------------------------------------------- |
| 1-9-2021                                                                | Basilea                                                                 | Svizzera                                                                | 2 – 1                                                                   | Grecia                                                                  | Amichevole                                                              | -                                                                       | 46’                                                                     |
| 5-9-2021                                                                | Basilea                                                                 | Svizzera                                                                | 0 – 0                                                                   | Italia                                                                  | Qual. Mondiali 2022                                                     | -                                                                       | 63’                                                                     |
| 12-10-2021                                                              | Vilnius                                                                 | Lituania                                                                | 0 – 4                                                                   | Svizzera                                                                | Qual. Mondiali 2022                                                     | -                                                                       | 46’                                                                     |
| 12-11-2021                                                              | Roma                                                                    | Italia                                                                  | 1 – 1                                                                   | Svizzera                                                                | Qual. Mondiali 2022                                                     | -                                                                       | 69’ 89’                                                                 |
| 15-10-2023                                                              | San Gallo                                                               | Svizzera                                                                | 3 – 3                                                                   | Bielorussia                                                             | Qual. Euro 2024                                                         | -                                                                       | 73’                                                                     |
| 18-11-2023                                                              | Basilea                                                                 | Svizzera                                                                | 1 – 1                                                                   | Kosovo                                                                  | Qual. Euro 2024                                                         | -                                                                       |                                                                         |
| 21-11-2023                                                              | Bucarest                                                                | Romania                                                                 | 1 – 0                                                                   | Svizzera                                                                | Qual. Euro 2024                                                         | -                                                                       | 62’                                                                     |
| 12-10-2024                                                              | Leskovac                                                                | Serbia                                                                  | 2 – 0                                                                   | Svizzera                                                                | UEFA Nations League 2024-2025 - 1º turno                                | -                                                                       | 70’                                                                     |
| 15-10-2024                                                              | San Gallo                                                               | Svizzera                                                                | 2 – 2                                                                   | Danimarca                                                               | UEFA Nations League 2024-2025 - 1º turno                                | -                                                                       |                                                                         |
| 15-11-2024                                                              | Zurigo                                                                  | Svizzera                                                                | 1 – 1                                                                   | Serbia                                                                  | UEFA Nations League 2024-2025 - 1º turno                                | -                                                                       | 89’                                                                     |
| 7-6-2025                                                                | Salt Lake City                                                          | Messico                                                                 | 2 – 4                                                                   | Svizzera                                                                | Amichevole                                                              | -                                                                       | 46’                                                                     |
| Totale                                                                  |                                                                         | Presenze                                                                | 11                                                                      |                                                                         | Reti                                                                    | 0                                                                       |                                                                         |

## Palmarès

### Club

#### Competizioni nazionali
- Campionato svizzero: 4

Young Boys: 2018-2019, 2019-2020, 2020-2021, 2022-2023
- Coppa Svizzera: 1

Young Boys: 2019-2020, 2022-2023